# Nowy Wyraz
Nowy Wyraz. Miesięcznik Literacki Młodych – czasopismo wydawane w Warszawie w latach 1972–1981.
Redaktorami miesięcznika byli:
- Jan Witan (1972–1974)
- Janusz Termer (1974–1979) i
- Marek Wawrzkiewicz (1979–1981)

Miesięcznik był forum debiutów młodych pisarzy I poetów. Nazwa miesięcznika nawiązywała do lewicowego pisma międzywojennej awangardy „Nasz Wyraz” (1937–1939).
„Nowy Wyraz” oprócz utworów prozatorskich i poetyckich publikował recenzje i inne teksty krytyczne.
Niektóre zeszyty poświęcone były wybranemu tematowi, jak numer 8/1978 poświęcony w całości twórczości Rafała Wojaczka. Szatę graficzną stanowiły reprodukcje prac młodych plastyków.